# اچ‌ام‌اس بریگم (ام۲۶۱۳)
اچ‌ام‌اس بریگم (ام۲۶۱۳) (به انگلیسی: HMS Brigham (M2613)) یک کشتی بود که طول آن ۱۰۰ فوت (۳۰ متر) بود. این کشتی در سال ۱۹۵۳ ساخته شد.